# 텔레세테르메
텔레세테르메(이탈리아어: Telese Terme)는 이탈리아 캄파니아주 베네벤토도의 코무네다. 짧게는 텔레세(Telese)라고도 한다. 유황천으로 잘 알려진 칼로레 계곡에 위치해있다.

## 같이 보기
- 이탈리아의 로마 가톨릭 교구 목록